# Маріо Баножич
Маріо Баножич (хорв. Mario Banožić; нар. 10 березня 1979, Вінковці) — хорватський політик, економіст, викладач, урядовець, міністр державного майна Хорватії у першому уряді Андрея Пленковича та міністр оборони Хорватії у другому уряді Андрея Пленковича.

## Життєпис
Народився 10 березня 1979 року у Вінковцях. 1997 року закінчив у рідному місті природничо-математичну гімназію ім. Матії Антуна Рельковича. 2002 р. на економічному факультеті Осієцького університету здобув диплом економіста. 2008 р. закінчив на цьому ж факультеті аспірантуру, а 2013 р. — докторантуру.
Перед своїм призначенням міністром державного майна обіймав низку керівних державних посад у Вуковарсько-Сремській жупанії. Останньою була посада начальника управління державного врядування цієї жупанії, яку той займав із січня 2018 р.
Як заступник начальника управління міжнародної співпраці та капітальних інвестицій Вуковарсько-Сремської жупанії відвідував Закарпатську область у складі офіційної делегації цієї жупанії з метою поглиблення співпраці Закарпаття із Вуковарсько-Сремською жупанією Хорватії у рамках Днів туризму, що проходили в Ужгороді з 23 по 25 вересня 2010 р.
Член ЦК ХДС з 21 квітня 2018 року. Член Спільного комітету з моніторингу Програми транскордонного співробітництва IPA з Угорщиною та Боснією і Герцеговиною на 2011—2013 роки. Голова правління Центру соціального захисту населення Вінковців. Президент хорватської асоціації маркетингу Cromar.
На посаді міністра оборони підтримував Україну, був ініціатором передачі хорватської військової техніки Збройним Силам України, сприяв лікуванню поранених українських бійців у медичних закладах Міністерства оборони Хорватії та пропонував провести навчання українських військовослужбовців на хорватській території.
11 листопада 2023 року Баножич на автомобілі став винуватцем ДТП, в якій загинув водій іншого авто. Через це прем'єр-міністр Андрей Пленкович відправив Баножича у відставку.

## Різне
Одружений, батько трьох дітей.
Володіє англійською мовою.